# Мамолаевское сельское поселение
Мамолаевское се́льское поселе́ние — муниципальное образование в Ковылкинском районе Мордовии Российской Федерации.
Административный центр — село Мамолаево.

## История
Статус и границы сельского поселения установлены Законом Республики Мордовия от 7 февраля 2005 года № 13-З «Об установлении границ муниципальных образований Ковылкинского муниципального района, Ковылкинского муниципального района и наделении их статусом сельского поселения, городского поселения и муниципального района».
Законом Республики Мордовия от 12 марта 2010 года, было упразднено Новотолковское сельское поселение (сельсовет), а его населённые пункты были включены в Мамолаевское сельское поселение (сельсовет).

## Население
| 2002  | 2010  | 2012  | 2013  | 2014  | 2015  | 2016  |
| ----- | ----- | ----- | ----- | ----- | ----- | ----- |
| 1665  | ↘1430 | ↘1382 | ↘1339 | ↘1286 | ↘1237 | ↘1159 |
| 2017  | 2018  | 2019  | 2020  | 2021  |       |       |
| ↘1132 | ↘1077 | ↘1034 | ↘1019 | ↗1029 |       |       |

## Состав сельского поселения
| № | Населённый пункт | Тип населённого пункта | Население |
| - | ---------------- | ---------------------- | --------- |
| 1 | Котрокс          | посёлок                | ↘13       |
| 2 | Лесная Сазоновка | село                   | ↘29       |
| 3 | Мамолаево        | село                   | ↘420      |
| 4 | Новая Самаевка   | деревня                | ↘212      |
| 5 | Новая Толковка   | село                   | ↘105      |
| 6 | Новое Лепьево    | деревня                | ↘382      |
| 7 | Русская Лашма    | село                   | ↘8        |
| 8 | Самозлейка       | село                   | ↘261      |